# Окремий відділ військ БНР в Балтії
Окремий відділ військ БНР в Балтії, також відомий як Окремий загін БНР, Окремий загін Балаховича — загін військ БНР, який діяв на території  Естонії і  Латвії під командуванням  Станіслава Булак-Балаховича в кінці 1919 — початку 1920 років. Загін мав власні відзнаки, нагородну систему і польову пошту (для неї був створений тираж марок «Окремий загін БНР»). Через брак фінансування загін проіснував недовго, перейшовши на польську сторону, після чого отримав назву Російської добровольчої армії.

## Передумови створення загону
До переходу на бік Білоруської Народної Республіки загін під командуванням Станіслава Булак-Балаховича входив до складу російської (білої) Північно-Західної армії, яка спільно з естонцями вела боротьбу з більшовиками в районі Пскова. Після поразки Північно-Західної армії під  Петроградом в листопаді 1919 року серед її командування почали посилюватися суперечності. Вони загострилися після відходу армії на територію Естонії і початку мирних переговорів між нею і Радянською Росією. Згідно з домовленостями, російська північно-західна армія мала бути інтернована і підлягала ліквідації. У зв'язку з цим Балахович шукав можливість переходу на іншу сторону.

## Створення загону

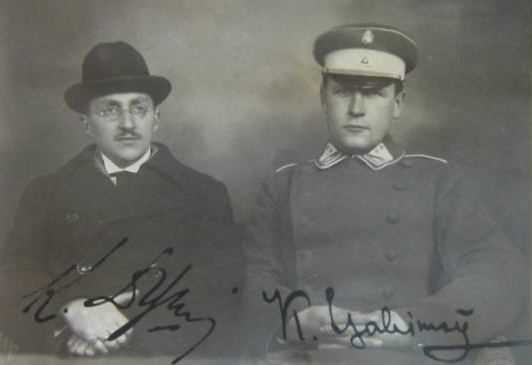
Клавдій Дуж-Душевський (зліва) і Костянтин Єзовітов (справа), 25 грудня 1919 року

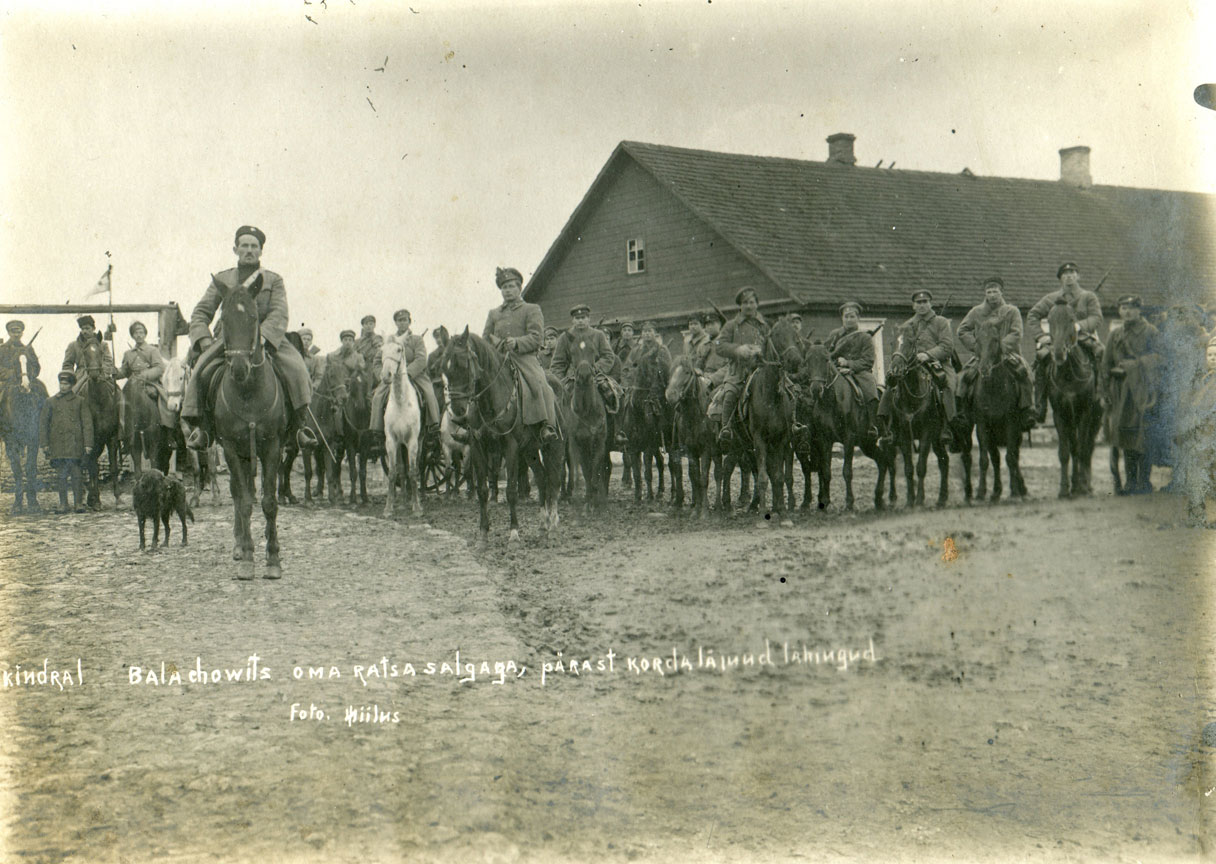
Кінний загін Станіслава Булак-Балаховича, жовтень-листопад 1919 року

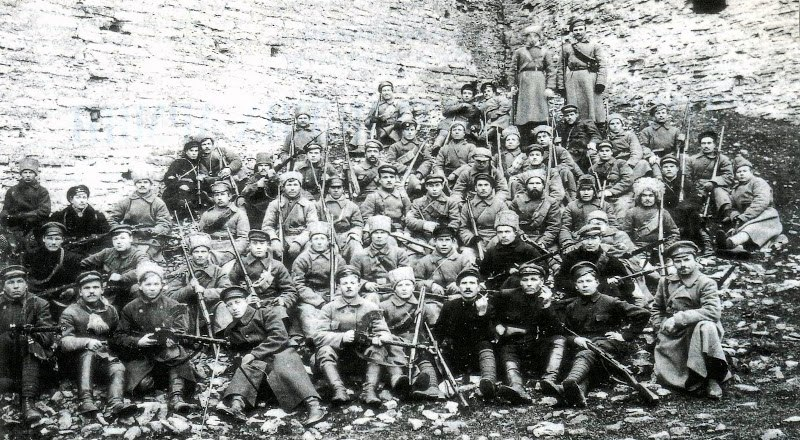
Загін Станіслава Булак-Балаховича біля стін Ізборської фортеці, жовтень-листопад 1919 року

Рада БНР звернула увагу на Булак-Балаховича ще восени 1918 року, відразу після його переходу на бік білих. Встановлення контакту було неможливим через відсутність білоруського представництва в Естонії. Крім цього, німецька окупаційна влада не погоджувалася на організацію білоруської армії. Через рік, 18 жовтня 1919 року, шеф Білоруської військово-дипломатичної місії в Латвії та Естонії полковник Костянтин Єзовітов встановив контакт з Балаховичем.
7 листопада 1919 року Константин Єзовітов направив запит міністру фінансів БНР Василю Захарко про виділення необхідної суми на утримання загону генерала Булак-Балаховича до початку 1920 року. Державний контролер БНР Левон Заєць направив свою резолюцію 17 листопада 1919 року, в якій зазначалось: «Нічого не маючи проти асигнування білоруських національних загонів, вважаю однак обов'язковим потрібне призначення при таких загонах спеціального урядовця Державного Контролю заради невідкладної фактичної перевірки і контролю витрат».
14 листопада 1919 року Балахович подав офіційну декларацію про білоруське громадянство і його прийняття на білоруську службу. Костянтин Єзовітов, не дочекавшись відповіді від уряду БНР, взяв відповідальність на себе і 15 листопада 1919 року в відповідь на заяву Балаховича повідомив йому: «Відтепер ви з Вашим військам рахуєтесь на службі в Армії Білоруської Народної Республіки, як командир Окремого Загону Білоруської Народної Республіки в Естонії». Загін отримав офіційну назву «Окремий відділ військ БНР в Балтії». Не пізніше 24 листопада Балахович отримав від  Клавдія Дуж-Душевского білоруську форму, печатку і штамп Окремого загону.

## Діяльність загону

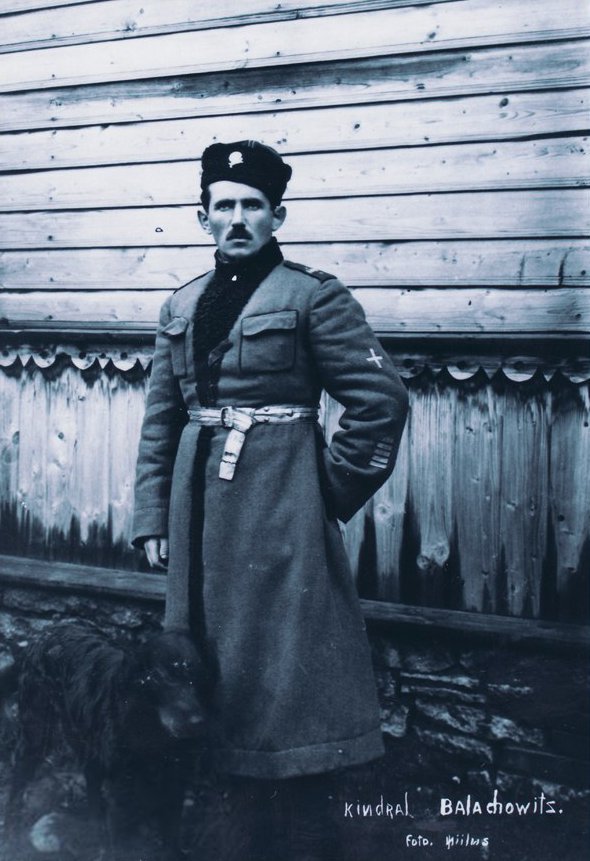
Станіслав Булак-Балахович зі своєю собакою Райтом, жовтень-листопад 1919 року

26 листопада — «Окремий відділ», згідно з договором білоруських дипломатів  Клавдія Дуж-Душевского і Єзовітова з урядом Естонії, був прийнятий на тимчасове утримання Естонії, фінансові витрати зараховані як державна позика БНР. Не вдалося домогтися згоди естонців на збільшення загону шляхом мобілізації білорусів, які перебували на території Естонії, а також отримати допомогу з боку держав Антанти. Американська місія передала балаховцям польовий госпіталь і медикаменти.
У листопаді, після відступу естонців від Пскова і поразки Північної-Західної армії під Петроградом естонська армія, а разом з нею Окремий загін БНР в Балтії перейшла до оборонних боїв, а штаб загону був переведений в Марієнбург. Окремий відділ знаходився в  Латгалії на стику оперативних дій 2-й і 3-й дивізій естонської армії на півночі колишньої  Вітебської губернії. 3-тя дивізія займала переважно Південний фронт естонської армії, поступово передавала позиції латишам.
14 грудня Окремий відділ БНР захопив села Павлове, Тульцеве і взяв у полон 10 червоноармійців. 19-20 грудня більшовики перейшли в наступ і відновили контроль над колишніми позиціями. Павлове було втрачене Окремим загоном в нерівному бою, команда загону з 14 чоловік загинула, за винятком трьох солдатів, які прорвалися через облогу червоних разом з кулеметом. Окремий загін перейшов в контрнаступ і 20 грудня звільнив село Павлове, захопив 1 кулемет. 23 червоноармійці загинули в бою.
20 грудня 1919 року Булак-Балахович сам побував на передовій лінії фронту. 19 грудня загін відбив 4 атаки червоних, було захоплено 17 полонених, однак мав втрати: було вбито 6 бійців загону, пропали безвісти 5 солдатів, поранено 11, захворіло від холоду 16 осіб.
Внаслідок естонсько-радянських переговорів Єзовітов запропонував в  Ризі прийняти загін Балаховича під латиське командування, на що отримав відмову. Можливо, однією з причин відмови стали білоруські претензії на певні литовські території.
На початку січня 1920 року Латвія висловила згоду прийняти частину загону на своїй території, в населеному пункті Марієнбург, однак відмовилася прийняти його під своє командування.
22 січня 1920 року «Окремий відділ» юридично був включений Радою БНР (уряд  А. Луцькевича) до складу білоруської армії.
На початку лютого 1920 року в зв'язку з відсутністю коштів на фінансування загону, новий голова Ради БНР Вацлав Ластовський в присутності Єзовітова погодився на перехід Балаховича під польське командування.
8 лютого 1920 року Єзовітов звернувся з листом до  Пілсудського, в якому, посилаючись на його декрет про формування білоруської армії, просив виділити загону генерала Булак-Балаховича ділянку фронту на лівому фланзі польських військ. Цей лист представнику Польської республіки в Ризі, Б. Бовфалу вручив секретар білоруської місії Янка Чарепук. Бовфал відмовився робити якісь кроки в цій справі, стверджуючи що Єзовітова й Душевского відкликав їх власний уряд, якого Польща не визнає.

## Перехід на польську сторону

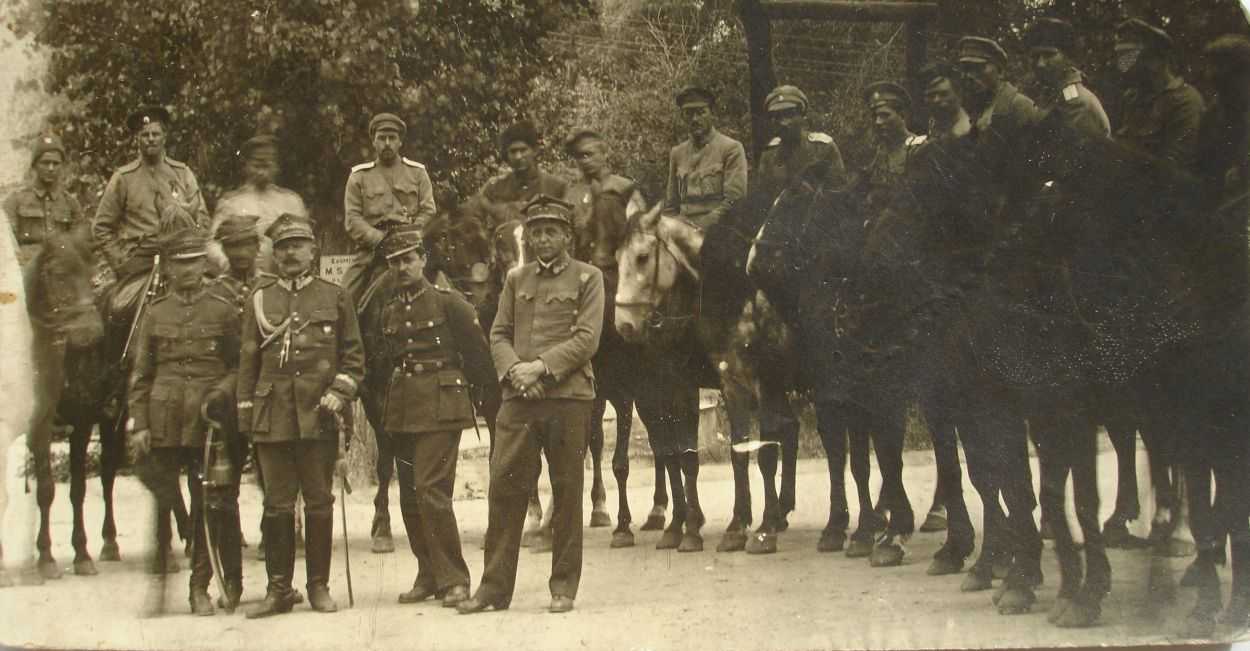
Станіслав Булак-Балахович з польськими офіцерами в Бресті, 1920 р.

В кінці січня 1920 року поляки розпочали секретні переговори з Балаховичем за посередництва його брата Йосипа.
17 лютого 1920 року Балахович висловив згоду на перехід під польське командування (в день прийняття до складу білоруської армії урядом Антона Луцкевича), відповідну угоду було підписано в Ризі 23 лютого . Під польським командуванням Булак-Балахович назвав свою групу Російською народною добровольчою армією, а над його штабом піднято  російський прапор . За спогадами  Зінаїди Гіппіус, сам Булак-Балахович в кінці березня 1920 роки так пояснював обставини переходу свого загону з Естонії в Польщу :
|  | Я білорус і католик, але я боровся за Росію і буду підтримувати російську справу. |

26 лютого польське командування ухвалило рішення про передислокацію загону Балаховича в Брест. Загін був розділений на 2 частини: перша група вийшла з Марієнбурга 5 березня, друга на день пізніше. Латвійці дали для першої частини 17 критих вагонів для солдатів, 5 платформ для спорядження, 6 вагонів для коней і один для офіцерів, для другої 17 вагонів для солдатів, 7 для коней, 4 платформи і вагон для офіцерів. 5 квітня перший транспорт прибув в Двінськ, звідки рушив у Вільно, через 14 днів подорожі загін прибув в Брест .
21 березня 1920 року Єзовітов запропонував підполковнику Іверському в зв'язку з переходом Окремого загону під польське командування ліквідувати представництво при місії і здати печатку і бланки Окремого загону. У Марієнбурзі на цей час залишався тільки лазарет, а також кілька команд загону. 29 квітня Данила Кадовба, Юрій Гладкий (пізніше замінений на Миколу Муратова) та підполковник Іверський були призначені до складу ліквідаційної комісії Окремого загону. Евакуація солдатів в Польщі повинна була проходити під керівництвом і наглядом комісії .